# Lijst van sneltramhaltes van Metro van Porto
Dit is een lijst van sneltramhaltes van Metro do Porto in Porto (Portugal).

## Lijn A: Senhor de Matosinhos - Estádio do Dragão (blauw)
1. Senhor de Matosinhos (Zone C3)
2. Mercado
3. Brito Capelo
4. Matosinhos Sul
5. Matosinhos - Câmara
6. Parque de Real
7. Pedro Hispano
8. Estádio do Mar
9. Vasco da Gama (Zone C3)
10. Senhora da Hora  Overstappen naar de lijnen B, C en E (Zone C2)
11. Sete Bicas
12. Viso
13. Ramalde (Zone C2)
14. Francos (Zone C1)
15. Casa da Música
16. Carolina Michaëlis
17. Lapa
18. Trindade  Overstappen naar lijn D
19. Bolhão
20. Campo 24 de Agosto
21. Heroísmo
22. Campanhã  Overstappen naar spoorwegen
23. Estádio do Dragão (Zone C1)

## Lijn B
Lijn B is onderverdeeld in twee diensten:
- de normale dienst tussen Póvoa de Varzim en Estádio do Dragão met 35 stops
- en een sneldienst tussen Póvoa de Varzim en Estádio do Dragão met 20 stops. Tussen Senhora da Hora en Estádio do Dragão wordt gestopt aan alle haltes.

### Standaard Lijn B: Póvoa de Varzim - Estádio do Dragão (rood)
1. Póvoa de Varzim (Zone N3)
2. São Brás
3. Portas Fronhas
4. Alto de Pêga
5. Vila do Conde
6. Santa Clara (Zone N3)
7. Azurara (Zone N2)
8. Árvore
9. Varziela
10. Espaço Natureza
11. Mindelo (Zone N2)
12. VC Fashion Outlet - Modivas (Zone N10)
13. Modivas Centro
14. Modivas Sul
15. Vilar de Pinheiro
16. Lidador
17. Pedras Rubras
18. Verdes  Overstappen op lijn E (Zone N10)
19. Crestins (Zone C5)
20. Esposade
21. Custóias
22. Fonte do Cuco  Overstappen op lijn C (Zone C5)
23. Senhora da Hora  Overstappen op lijn A (Zone C2)
24. Sete Bicas
25. Viso
26. Ramalde (Zone C2)
27. Francos (Zone C1)
28. Casa da Música
29. Carolina Michaëlis
30. Lapa
31. Trindade  Overstappen op lijn D
32. Bolhão
33. Campo 24 de Agosto
34. Heroísmo
35. Campanhã  Overstappen naar nationale spoorwegen
36. Estádio do Dragão (Zone C1)

### Expreslijn B: Póvoa de Varzim - Estádio do Dragão (rood)
Sneldienst tussen Póvoa de Varzim en Senhora da Hora
1. Póvoa de Varzim
2. Portas Fronhas
3. Vila do Conde
4. Varziela
5. Mindelo
6. VC Fashion Outlet - Modivas
7. Pedras Rubras
8. Senhora da Hora  Overstappen op lijnen A, B en C

- Vanaf hier gelijk aan de normale dienst van lijn B naar Estádio do Dragão

## Lijn C: ISMAI - Estádio do Dragão (groen)
1. ISMAI (Zone N11)
2. Castêlo da Maia
3. Mandim
4. Zona Industrial (Zone N11)
5. Fórum Maia (Zone C5)
6. Parque Maia
7. Custió
8. Araújo
9. Pias
10. Cândido dos Reis
11. Fonte do Cuco  Overstappen op lijnen B en E (Zone C5)
12. Senhora da Hora Overstappen op lijn A (Zone C2)
13. Sete Bicas
14. Viso
15. Ramalde (Zone C2)
16. Francos (Zone C1)
17. Casa da Música
18. Carolina Michaëlis
19. Lapa
20. Trindade  Overstappen op lijn D
21. Bolhão
22. Campo 24 de Agosto
23. Heroísmo
24. Campanhã  Overstappen naar nationale spoorwegen (Zone C1

## Lijn D: Santo Ovídio - Hospital de São João (geel)

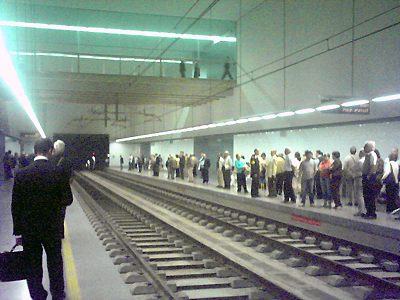
Station Trindade, perron lijn D

1. Santo Ovídio (Zone S8)
2. Dom João II
3. João de Deus
4. Câmara de Gaia
5. General Torres  Overstappen naar lokale spoorwegen
6. Jardim do Morro (Zone S8)
7. São Bento  Overstappen naar lokale spoorwegen en Funicular dos Guindais (Zone C1)
8. Aliados
9. Trindade  Overstappen naar lijnen A, B, C en E
10. Faria Guimarães
11. Marquês
12. Combatentes
13. Salgueiros (Zone C1)
14. Pólo Universitário (Zone C6)
15. IPO
16. Hospital de São João (Zone C6)

## Lijn E: Aeroporto do Porto- Estádio do Dragão (violet)
1. Aeroporto (Airport) (Zone N10)  Metrostation van Aeroporto Francisco Sá Carneiro
2. Botica
3. Verdes  Overstappen naar lijn B
4. Crestins (Zone C5)
5. Esposade
6. Custóias
7. Fonte do Cuco  Overstappen naar lijn C (Zone C5)
8. Senhora da Hora  Overstappen naar lijn A (Zone C2)
9. Sete Bicas
10. Viso
11. Ramalde (Zone C2)
12. Francos (Zone C1)
13. Casa da Música
14. Carolina Michaëlis
15. Lapa
16. Trindade  Overstappen naar lijn D
17. Bolhão
18. Campo 24 de Agosto
19. Heroísmo
20. Campanhã  Overstappen naar nationale spoorwegen
21. Estádio do Dragão (Zone C1)

## Lijn F: Senhora da Hora - Fânzeres (oranje)
1. Senhora da Hora  Overstappen naar de lijnen B, C en E (Zone C2)
2. Sete Bicas
3. Viso
4. Ramalde (Zone C2)
5. Francos (Zone C1)
6. Casa da Música
7. Carolina Michaëlis
8. Lapa
9. Trindade  Overstappen naar lijn D
10. Bolhão
11. Campo 24 de Agosto
12. Heroísmo
13. Campanhã  Overstappen naar spoorwegen
14. Estádio do Dragão (Zone C1)
15. Contumil (Zone C6)
16. Nasoni
17. Nau Vitória (Zone C6)
18. Levada (Zone C9)
19. Rio Tinto
20. Campainha
21. Baguim
22. Carreira (Zone C9)
23. Venda Nova (Zone C8)
24. Fânzeres (Zone C8)